# Потойбічник (комікс)
«Потойбічник»  — український комікс в жанрі містичного фентезі натхненного українським фольклором та міфологією, створений художником Сергієм Гайдаєм в 2023 році.

## Сюжет
Якось до села Ягудки, що розташоване між величними князівствами Терни та широким лісостепом Вольничі, заїхав мандрівник на ім'я Сірко. Здається, саме його чекали селяни, бо коїться щось дивне в тих краях і ніхто тому ради не дасть. Неспокійні духи, кровожерливі сутності та інші небезпечні химери — звична справа для Сірка. Проте, не цього разу. Час спливає і хто б не бажав пробудити древні й небезпечні сили, Сірко впевнений — він знайде його серед мертвих. Та чи відомо мертвим про діяння живих? Велике зло поселилось у лісі біля села Ягудки і тепер Сірко впевнений у цьому. Та чи зможе він подолати чудовисько і розгадати таємницю його появи?